# 제프 야거
제프 얘거(Jeff Yagher, 1961년 1월 18일~)는 미국의 배우이다.
로렌스에서 태어났다.

## 작품 목록

### 영화 출연
- 악마의 저주(1986)
- 미녀 갱단 빅 배드 마마 2(1987, Big Bad Mama II)
- 피비 케이츠의 샤그(1989, Shag)
- 사랑, 모니터, 그리고 비상구(1992)
- 마돈나의 연인(1994, Madonna: Innocence Lost) - 폴 역
- One of Her Own(1994)
- 프레지던트(1996)
- 스나이퍼 2(1998, The Pandora Project)
- 미스터 & 미세스 스미스(2005)
- 아틀라스 슈러그드 파트 2: 더 스트라이크(2012, Atlas Shrugged: Part II) - 제프 앨런 역
- 아틀라스 슈러그드 : 파트 3(2014, Atlas Shrugged Part III: Who Is John Galt?)

### 텔레비전 출연
- V(1984~85)
- Tales from the Crypt(1990)

### 영화 각본
- Guardian(2001)